# 喀里多尼亞 (阿肯色州)
喀里多尼亞（英語：Caledonia）是位於美國阿肯色州猶尼昂縣的一個非建制地區。該地的面積和人口皆未知。

## 地理
喀里多尼亞的座標為33°03′20″N 92°39′14″W / 33.05556°N 92.65389°W，而該地的平均海拔高度為64米（即210英尺）。